# 胰凝乳蛋白酶
胰凝乳蛋白酶（Chymotrypsin，bovine γ，PDB 1AB9，EC 3.4.21.1），也叫糜蛋白酶。胰凝乳蛋白酶是一種能够分解蛋白质的消化性酶，活性基团为丝氨酸（Ser or S），故属于丝氨酸蛋白酶。胰凝乳蛋白酶在酪氨酸（Tyr or Y）、色氨酸（Trp or W）和苯丙氨酸（Phe or F）（都是芳香族胺基酸）的羧基處切断肽键，从而裂解蛋白质。如果反应有足夠的時間，胰凝乳蛋白酶也可以水解是以亮氨酸（Leu or L）為主的羧基端肽键。

## 活化
胰凝乳蛋白酶是在胰脏中被合成。开始合成的是胰凝乳蛋白酶原（胰凝乳蛋白酶的前体），不具有酶活性。在随胰液进入小肠后，被胰蛋白酶剪切为两部分（两部分之间依然通过二硫键相连），随后被剪切的胰凝乳蛋白酶原可以互相剪切去一段短的肽段，形成由二硫键相连的三条多肽链的具有完整活性的胰凝乳蛋白酶。
这种活化机制保证了胰凝乳蛋白酶只在体内特定地点获得催化活性，避免对机体造成损伤。

## 催化机制和动力学

α-胰凝乳蛋白酶剪切肽鍵的分子机制

胰凝乳蛋白酶是在哺乳动物及其他动物体内的消化系统中发挥作用。它是通过催化一个水解反应（在没有酶催化的情况下，反应速度非常慢）来剪切肽键。胰凝乳蛋白酶的偏好受質包括酪氨酸、色氨酸、苯丙氨酸以及亮氨酸和甲硫氨酸。与其他蛋白酶相似，胰凝乳蛋白酶也可以在体外水解酯键；因此可以用一些受質类似物，如N-乙酰-L-酪氨酸对硝基苯酯，来作为酶反应试剂。
胰凝乳蛋白酶上195位丝氨酸残基的羟基氧是一个强的亲核物，可以进攻肽键上的羰基碳，使酶与底物共价连接形成短暂的酶－底物中间体，随后不稳定的肽键发生断裂。这一催化机制的发现是基于对酶与底物类似物（N-乙酰-L-酪氨酸对硝基苯酯）反应动力学的研究；由于反应产物对硝基苯酚显黄色，就可以通过在405nm下测量反应混合物的吸光值来计算产物浓度。
胰凝乳蛋白酶的催化反应可以分为两个阶段：开始时的快速反应和随后遵从米氏方程的稳定反应，又被称为“乒乓”机制。这一反应模式可以用胰凝乳蛋白酶催化的两个步骤来解释，即先乙酰化底物形成酶－底物中间物；再去乙酰化，酶回复到初始状态。